# Leonie Forbes
Leonie Evadne Forbes OD (sinh ngày 14 tháng 6 năm 1937 – 25 tháng 10 năm 2022) là một nữ diễn viên, phát thanh viên và nhà sản xuất người Jamaica, người đã hoạt động trong nhà hát, đài phát thanh và truyền hình.
Forbes lớn lên ở Kingston, Jamaica. Bà đã học tại Trường Trung học Kingston trước khi vào Đại học Excelsior và Trường Cao đẳng Thương mại Durham. Sau khi rời trường, bà làm công việc đánh máy tại Đại học West Indies. Forbes sau đó bắt đầu làm việc cho nhà viết kịch Barry Reckord, gõ kịch bản của ông. Bà gia nhập Công ty Phát thanh Truyền hình Jamaica (JBC) mới vào năm 1959 với tư cách là phát thanh viên, và sau đó giành được học bổng để tham dự Học viện Nghệ thuật Sân khấu Hoàng gia (RADA) ở Anh. Forbes đã dành sáu năm tại RADA để học các kỹ thuật phát thanh, truyền hình và sân khấu, đồng thời làm nhà văn cho BBC Caribbean và xuất hiện trong một số bộ phim truyền hình - bao gồm Z-Cars, The Odd Man, Public Eye, và Hugh and I. Lần xuất hiện đầu tiên của bà trong nhà hát chuyên nghiệp là vào năm 1962, khi bà diễn vở Busha Bluebeard của Lloyd Reckord.
Năm 1966, Forbes trở lại Jamaica và tiếp tục công việc của mình với JBC. Bà sống ở Úc từ năm 1968 đến 1970 trong khi chồng bà làm việc tại Đại học Queensland, và trong thời gian đó đã tham gia một số bộ phim truyền hình cho Tập đoàn Phát thanh Úc, cũng như làm giáo viên dạy kịch. Năm 1972, Forbes được bổ nhiệm làm người đứng đầu Radio Two, dịch vụ FM của JBC. Bà được thăng chức thành tổng giám đốc phát thanh vào năm 1976. Forbes tiếp tục diễn xuất cả trong và sau này tại JBC. Bà xuất hiện trong nhiều vở kịch và phim do địa phương sản xuất, nhưng cũng xuất hiện trong các tác phẩm ở nước ngoài như Milk and Honey, The Orchid House và Soul Survivor. Năm 1980, Forbes đã trở thành một Cán bộ trong Cấp hàm cho công việc của mình. Bà đã xuất bản một cuốn tự truyện vào năm 2012.